# Ceibal
El Ceibal (significa lugar donde crecen muchos árboles de ceiba), también conocido simplemente como Ceibal, es un sitio arqueológico de la civilización maya del Período Clásico, situado a orillas del río La Pasión en el departamento de Petén en Guatemala. Era la ciudad maya más grande de la cuenca del río La Pasión.Se conoce que comenzó a estar habitado en el Período Preclásico Medio, alrededor del año 1 000 a. C., a lo largo de gran parte de la historia de este sitio, se sabe que la ciudad fue rival de Machaquilá, Aguateca y Dos Pilas. El sitio ejerció control sobre una amplia región del sur de Petén y destaca por su complejidad arquitectónica y artística. La ciudad alberga más de 600 edificaciones, entre las que se incluyen majestuosos templos, palacios y estelas de piedra de extraordinaria calidad. En total, cuenta con cuatro plazas principales, 31 monumentos, 56 estelas, 22 altares y dos campos destinados al juego de pelota. Además, se encuentra en este lugar uno de los observatorios circulares más antiguos conocidos de la civilización maya, lo que subraya su importancia en la astronomía y la cultura de la época. 

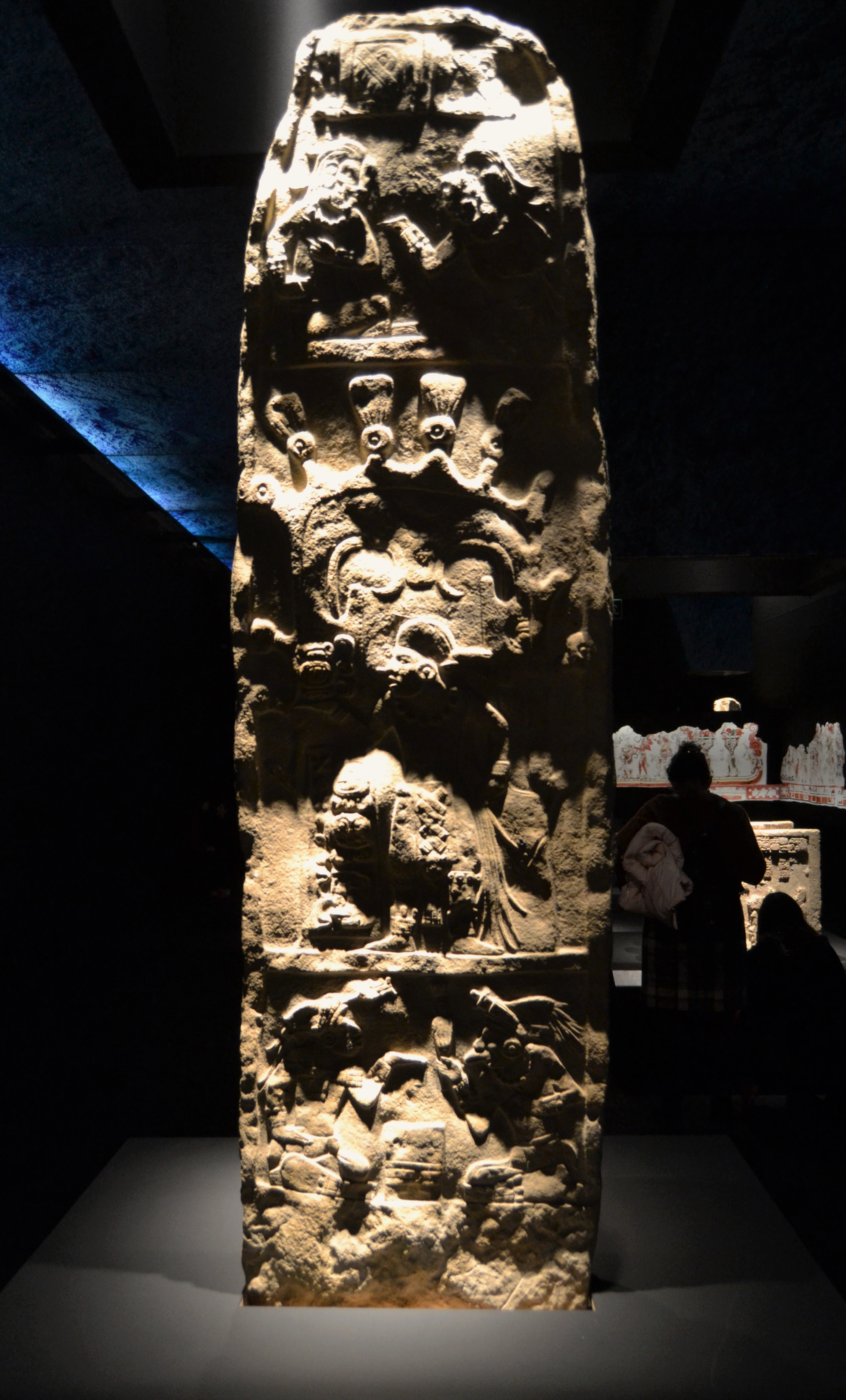
Estela 3 de Ceibal.

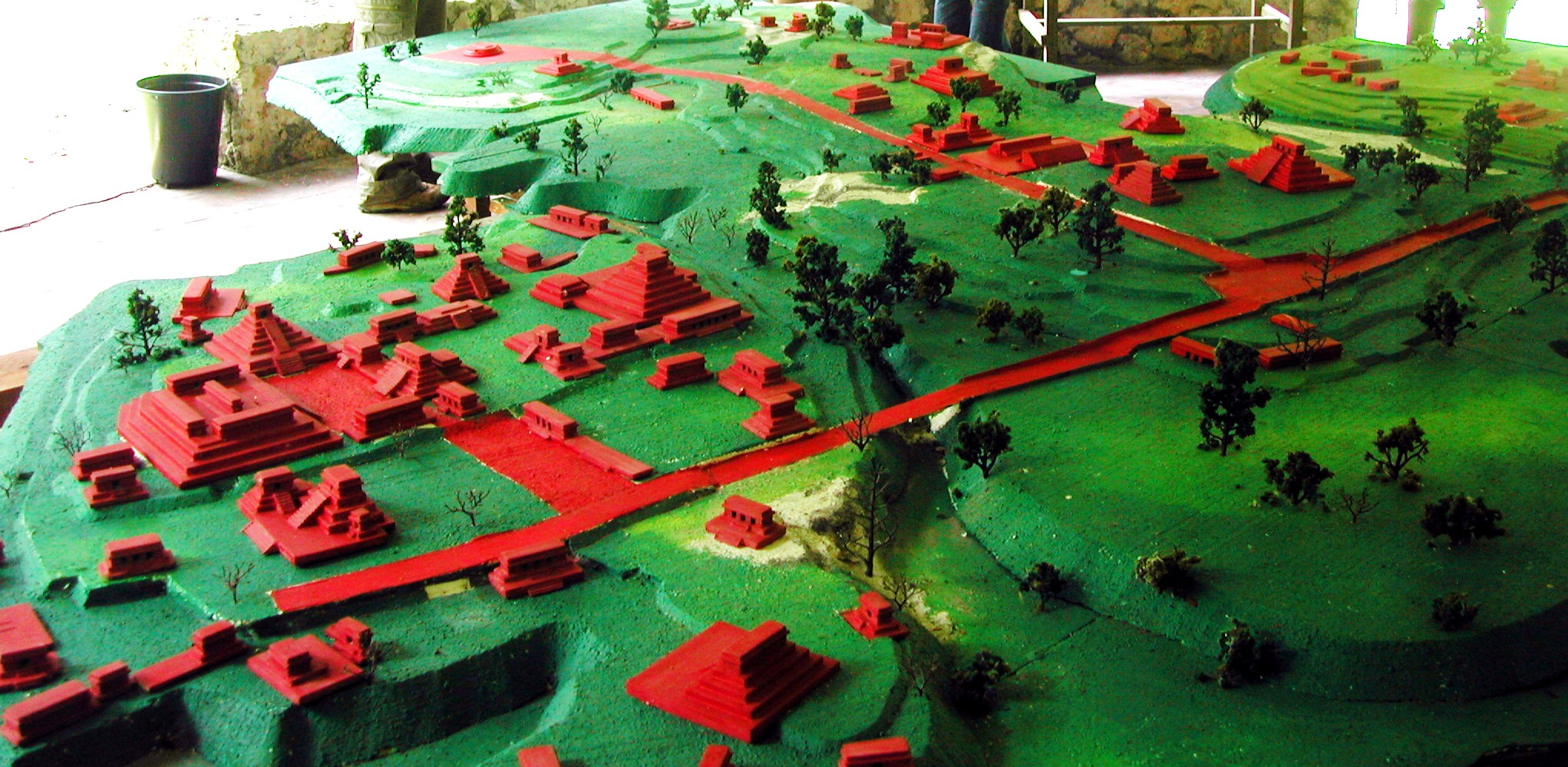
Maqueta del sitio arqueológico de Ceibal.

Su ocupación poblacional se remonta al Período Preclásico y se extiende hasta el Clásico Terminal, con un hiato significativo. La fase principal de su ocupación data del Preclásico Tardío (400 a. C. – 200 d. C.), y fue seguida por un declino poblacional en el Clásico Temprano (200 – 600 d. C.).
Ceibal experimentó una recuperación significativa en el Clásico Terminal, inmediatamente antes de su abandono definitivo, alcanzando su segundo auge alrededor de 830 a 890 d. C.C., con una población estimada en 8000 a 10 000 habitantes. Las fechas grabadas en las estelas de Ceibal son inusualmente tardías, y aún se dedicaron monumentos después de que el colapso maya del periodo Clásico había envuelto la mayor parte de la región del Petén. Muchos de los monumentos tardíos de Ceibal muestran la influencia artística del centro de México y de la región costera del golfo de México.
Tras la catastrófica derrota que la ciudad sufrió en el año 735 por Dos Pilas, la capital del reino cercano de Petexbatún, y la consiguiente destrucción de monumentos esculpidos, se perdió también la historia temprana del sitio. Ceibal fue reducido a un estado vasallo hasta la destrucción del reino de Petexbatun a finales del siglo viii. Con la llegada de Wat'ul Chatel desde Ucanal, situado hacia el este, una nueva élite se instaló en Ceibal en el año 830 d. C., revitalizando el sitio y permitiendo que permanezca floreciendo hasta inicios del siglo x, más allá del colapso maya que había sumido la mayor parte de la región.

## Etimología
Ceibal es una palabra española que significa "lugar con muchas ceibas" y se refiere al nombre de un campamento maderero situado cerca de las ruinas en el momento de su descubrimiento. Las publicaciones en alemán y inglés suelen utilizar el nombre de "Seibal". Este cambio ortográfico se originó con una publicación de Teoberto Maler en 1908, quién utilizó una forma germánica con un "s" inicial.

## Ubicación
Ceibal fue construido sobre acantilados, aproximadamente 100 m por encima del río La Pasión, un importante afluente del río Usumacinta. Cerca de 100 km aguas abajo, el río Pasión se une con el río Salinas para formar el Usumacinta, que fluye hacia el norte al Golfo de México. El sitio se encuentra en el norte de Guatemala, en el departamento de Petén, 16 km al este de la ciudad de Sayaxché. Ceibal se sitúa a 27 km al este de Dos Pilas, la antigua ciudad maya del Clásico Tardío, y a 100 km al sur de Tikal. El lago Petén Itzá se encuentra a 60 km al norte de las ruinas.
Ceibal se encuentra en medio de bosques tropicales en una llanura de tierra caliza con un terreno ondulado y llano de forma intermitente.

## Población
Investigaciones del terreno revelaron un promedio de 436 estructuras por kilómetro cuadrado en el centro del sitio, cayendo a 244 estructuras/km² en la periferia. Se estima que en su apogeo, en el Preclásico Tardío, El Ceibal tenía una población total de casi 10 000 habitantes, de los cuales 1600 habitaban el centro del sitio y 8000 vivían en la periferia. En el Clásico Temprano, la población sufrió un severo declive, y se estima que la población cayó a un 34% de la población máxima. En el Clásico Tardío y Terminal la población aumentó hasta un 85% de su nivel del Preclásico Tardío, un crecimiento demográfico que parece haber ocurrido repentinamente y que se extendió a todas las partes del sitio, posiblemente como resultado de la llegada de refugiados de otros sitios alrededor del año 830. Esto fue seguido por un desplome de la población en el Posclásico Temprano (900 – 1200 d. C.) hasta 14% del nivel poblacional del Preclásico; el abandono definitivo del sitio siguió poco después.

## Gobernantes conocidos
Se ha logrado identificar a los siguientes gobernantes:
| Nombre                     | Título o sobrenombre            | Reinado           |
| -------------------------- | ------------------------------- | ----------------- |
| K'an Mo' B'alam            |                                 | c. 415-416 c. 721 |
| Yich'aak B'alam            | "Garra de Jaguar"               | c.735–747+        |
| Ajaw B'ot                  | Gobernante D, Ah-Bolon-Abta     | 771–?             |
| Wat'ul Chatel              | Aj B'olon Haab'tal Wat'ul Katel | 830–889+          |
| todas las fechas son d. C. |                                 |                   |

## Historia
La ocupación poblacional del sitio se remonta al Preclásico Medio, disminuyendo del Preclásico Tardío hasta el Clásico Temprano, con una nueva expansión en Clásico Terminal Tardío, antes de ser abandonado por completo.

### Preclásico
Ceibal fue poblado por primera vez en el Preclásico, alrededor del año 900 a. C. Alcanzó su población máxima en el Preclásico Tardío, alrededor de 200 a. C. La cerámica encontrada en los niveles más profundos del sitio datan del Preclásico Medio y pertenecen a la fase Xe de la región oriental del Petén, una fase de la cual se sabe muy poco. Un depósito cruciforme al estilo olmeca, cuyo contenido se componía de un sangrador y hojas de hachas de jade, es similar a los que fueron encontrados en el área nuclear olmeca en la zona costera del golfo de México, y es probable que estos artefactos fueron fabricados en La Venta. Este depósito data de aproximadamente 900 a. C.
El primer asentamiento en el Preclásico Medio se limitaba principalmente al Conjunto A. En el Preclásico Tardío, después de 300 a. C., el asentamiento se fue ampliando para incluir el Conjunto D. A finales del Preclásico Tardío (o Protoclásico), Ceibal experimentó una caída poblacional que, hasta ahora, quedó sin explicación.

### Clásico Temprano
Durante el Clásico Temprano, la decadencia, que se había iniciado en el Preclásico Tardío por razones desconocidas, continuó hasta el punto en que el sitio fue casi totalmente abandonado alrededor del año 300 d. C.

### Clásico Tardío
Ceibal experimentó un resurgimiento en el Clásico Tardío, con una expansión de la ocupación poblacional vinculada a la gran ciudad de Tikal. Alrededor del año 650 d. C., nuevos habitantes se trasladaron a la ciudad con el fin de fundar un nuevo reino. Nuevas construcciones se llevaron a cabo en los Conjuntos A y D, con un énfasis particular en el Conjunto D que se convirtió en una parte importante del centro ceremonial. Todos los monumentos erigidos por los gobernantes responsables de esta nueva ocupación en Clásico Tardío, fueron desfigurados cuando la ciudad sufrió una derrota catastrófica en el siglo viii.
La primera referencia a Ceibal en inscripciones glíficas fue encontrada en la Estela 15 de Dos Pilas, que data del 13 de octubre de 721; menciona que Ceibal fue involucrado en la guerra de larga duración entre las grandes ciudades de Tikal y Calakmul y sus respectivos aliados y vasallos. Dos Pilas era una ciudad recién fundada por Tikal en la región del Petexbatún, con el objetivo de ejercer control sobre el río La Pasión, una estrategia que fracasó cuando Calakmul tomó control del reino incipiente.

#### Derrota

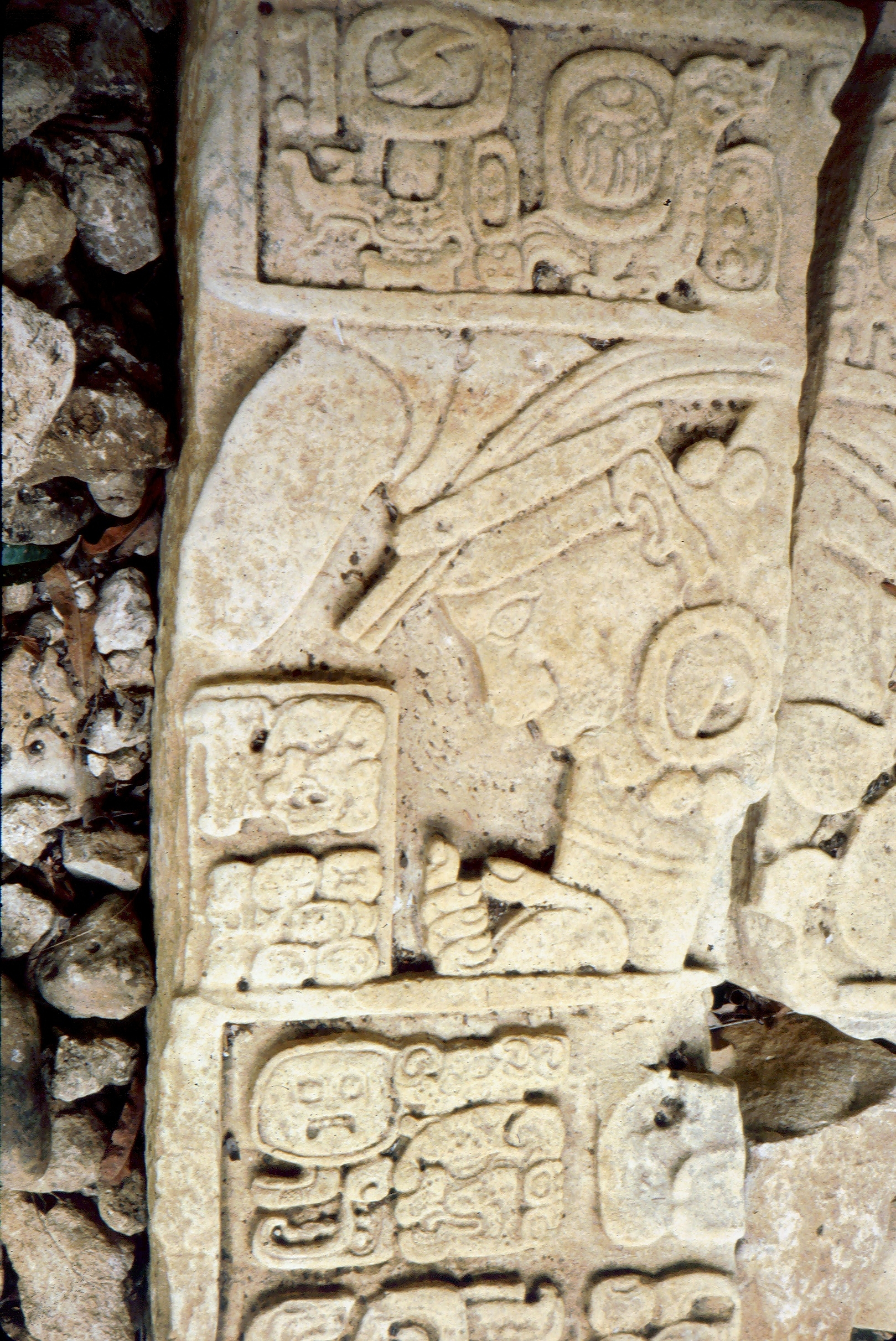
Parte del relieve en la base de Estela 16 de Dos Pilas, mostrando el glifo emblema de Ceibal y la cara de Yich'aak B'alam.

En el año 735 Ucha'an K'in B'alam, el tercer rey de Dos Pilas atacó Ceibal, logrando capturar a Yich'aak B'alam. El rey cautivo no fue ejecutado, sino más bien se convirtió en vasallo de su más poderoso vecino. Para celebrar su victoria sobre Ceibal, Ucha'an K'in B'alam levantó monumentos en Dos Pilas, Aguateca y en Ceibal. En la Estela 2 de Aguateca, Yich'aak B'alam es representado bajo los pies de Ucha'an K'in B'alam. En Ceibal se construyó una escalinata glífica para marcar el nuevo estatus de la ciudad como vasallo de Dos Pilas. Mientras erigiendo monumentos para celebrar su victoria, Ucha'an K'in B'alam ordenó también la destrucción de los glifos en los monumentos anteriores de Ceibal; inscripciones encontradas en Dos Pilas y Aguateca hacen mención de la destrucción de los glifos representando la historia previa de Ceibal, con frases que se traducen como "destruyeron la escritura" y "cortaron la escritura de las estatuas que se hicieron".
Yich'aak B'alam continuó gobernando Ceibal como vasallo de K'awiil Chan K'inich, el siguiente rey de Dos Pilas, quien presidió los ritos en ceibal en los años 745 y 747.
Ceibal recuperó su independencia a finales del siglo viii, tras la destrucción del reino de Dos Pilas. Ajaw B'ot accedió al trono en el año 771, marcando la restauración de Ceibal como  capital de un reino independiente. Después de 800 d. C. Ceibal cayó en un hiato de treinta años durante el cual no se erigieron nuevos monumentos.

### Clásico Terminal

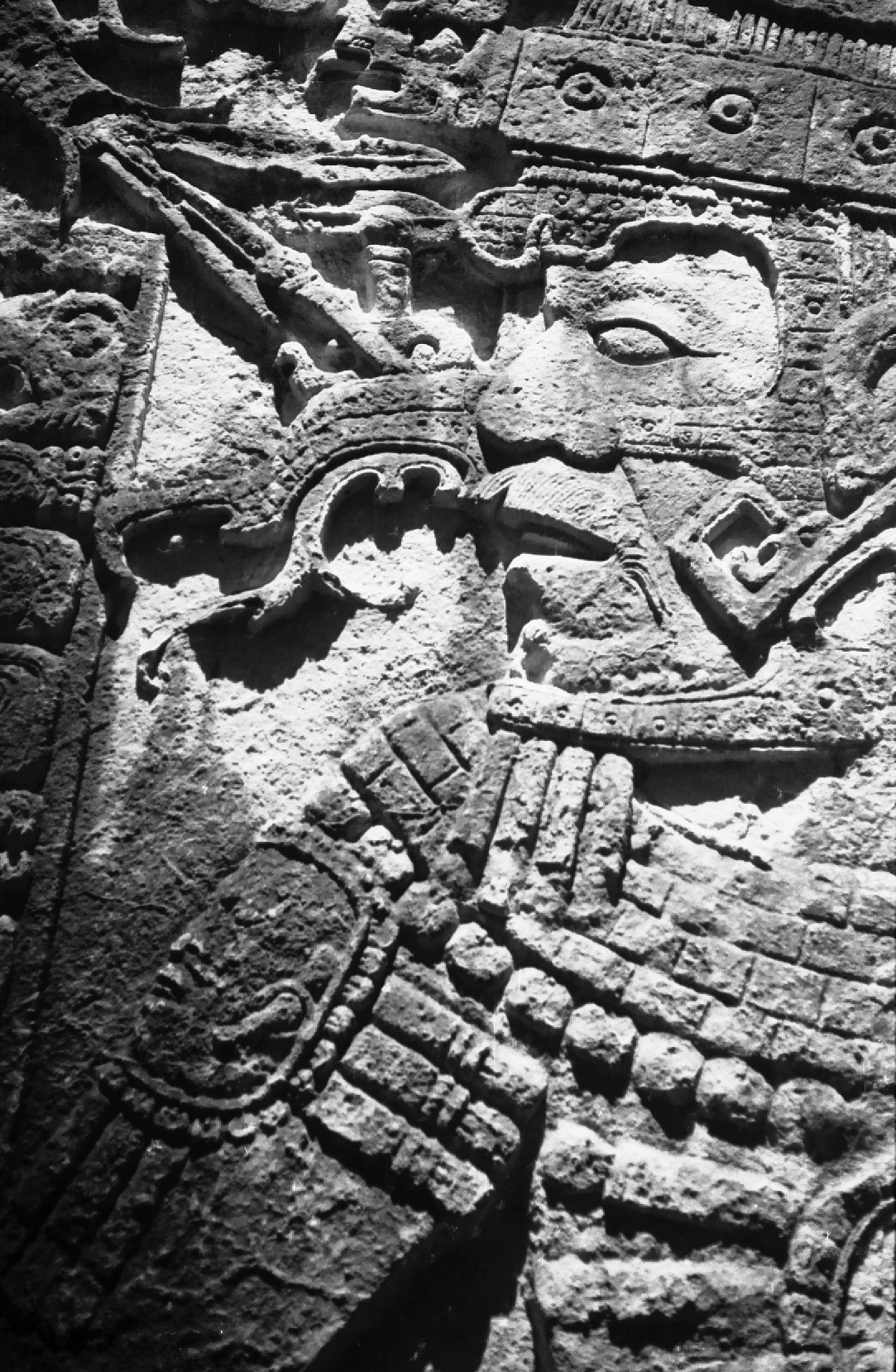
Detalle de la Estela 11 en Ceibal, mostrando rey Wat'ul Chatel.

Con su independencia se inició un nuevo periodo de florecimiento, favorecido por su ubicación a orillas del río La Pasión, una importante ruta comercial; durante un periodo breve Ceibal se convirtió en una capital regional prominente. La arquitectura y la cerámica que datan de esta época demuestran los vínculos con el norte de la península de Yucatán y la costa del Golfo de México. Las diecisiete estelas esculpidas entre los años 849 y 889 muestran una mezcla de estilos mayas y foráneos, entre ellos un señor con una máscara con pico representando a Ehécatl, la deidad del viento del centro de México, con una banderola de discurso al estilo mexicano saliendo de su boca. Algunas de estas estelas tienen una afinidad estilística con los murales pintados de Cacaxtla, un sitio en el centro del estado mexicano de Tlaxcala. Este estilo híbrido parece indicar que los nuevos gobernantes de Ceibal eran nobles mayas que se adaptaron a las condiciones políticas cambiantes, mediante la adopción de una mezcla de símbolos procedentes de las tierras bajas mayas, y del centro de México. Algunas de las estelas con estilo foráneo, incluso llevan glifos calendáricos que no son mayas. Los cambios que Ceibal experimenta en esta época están asociados con el comercio a lo largo del río Pasión controlado por los chontales. Los maya chontales eran comerciantes-guerreros procedentes de la costa del Golfo de México, que muestra una mezcla de las características de la cultura maya y de otras culturas.
Los textos glíficos en Ceibal indican que la revitalización de la ciudad fue patrocinada por una nueva alianza formada por las ciudades de El Caracol y Ucanal en el este, dos sitios que aún no habían sido afectados por el colapso maya. Es probable que trataron de reabrir la antigua ruta comercial sobre los ríos La Pasión y Usumacinta y que se fueron atraídos por la ubicación de Ceibal a orillas del río La Pasión y sus buenas defensas naturales. La refundación de Ceibal tuvo lugar en el año 830 con la instalación del gobernante Wat'ul Chatel como vasallo del rey Chan Ek' Hopet de Ucanal. En el año 849, el nuevo rey dedicó un nuevo edificio y estelas, supervisado por los reyes Jewel K'awil de Tikal y Chan Pe de Calakmul. Wat'ul Chatel ordenó la construcción un nuevo templo con estalas, con una disposición innovadora, en el sur de la Plaza Central del Conjunto A. La Estructura A-3 se compone de un pirámide radial bajo, cuyos monumentos esculpidos tienen una disposición inventiva.
El último monumento construido por Wat'ul Chatel fue erigido en el año 889. Esta estela también es el último monumento fechado levantado en Ceibal y en 900 la ciudad fue prácticamente abandonada, toda la región había sido afectado por el colapso maya, y se había parado el comercio a lo largo de la ruta La Pasión-Usumacinta. La mayoría de las capitales mayas del Clásico ya habían sido abandonadas, y el apoyo externo para Ceibal había desaparecido.
Las estelas tardías de Ceibal muestran una marcada reducción de calidad en un periodo de unos cuarenta años, perdiendo los rasgos del período Clásico, y llevando esculturas más planas y más crudas que las estelas anteriores.
Esto puede reflejar la pérdida de experiencia y conocimiento especializada en el Clásico Terminal, con los artesanos perdiendo la capacidad de trabajar monumentos y grandes estructuras con el paso del tiempo.

### Historia moderna
Las ruinas de Ceibal fueron probablemente descubiertas alrededor de 1890 por parte de madereros que trabajaban para la Hamett Mahogany Company. En 1892, Federico Artes escribió el primer informe revelando la existencia de las ruinas, después de que el gobierno guatemalteco le había enviado a Petén para buscar materiales para la representación de Guatemala en la Exposición Mundial Colombina de Chicago en 1893. Sacó moldes de algunas de las estelas y las copias resultantes fueron incluidas en la exposición, por primera vez llevando a la atención de los arqueólogos el reciente descubrimiento de las ruinas. Dos años más tarde, en julio de 1895, Ceibal fue explorado por Teoberto Maler para el Museo Peabody de la Universidad de Harvard. Hizo un plan del sitio y descubrió otra estela más. En agosto de 1905 regresó al sitio para más investigaciones, pero no descubrió nuevos monumentos. El Museo Peabody publicó el trabajo de Maler en 1908, incluyendo fotos de buena calidad de las estelas.
En 1914 Sylvanus Morley llevó a cabo investigaciones en Ceibal para el Instituto Carnegie de Washington. Barnum Brown visitó las ruinas en 1948, y miembros de la Expedición del Altar de Sacrificios del Museo Peabody realizaron visitas en 1961, 1962 y 1963.
En 1964, el Museo Peabody regresó al sitio para realizar una investigación exhaustiva que se prolongó hasta 1968, y que fue dirigida por Gordon R. Willey y A. Ledyard Smith como director de campo.
En 2006 el sitio Ceibal fue explorado por Ponciano, Inomata y Triadan, como Proyecto Arqueológico Ceibal-Petexbatun (CPAP) y se continuó la investigación de campo hasta 2017.

## Descripción del sitio

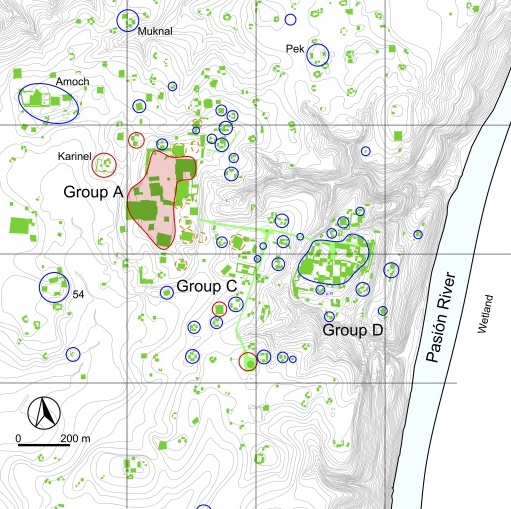
Plano de los grupos de Ceibal.

Ceibal es un sitio de tamaño mediano. El núcleo del sitio cubre un poco más de 1 km² y se compone de tres conjuntos arquitectónicos mayores construidos en lo alto de colinas (Conjuntos A, C y D) conectados por calzadas.

Las calzadas fueron recubiertas de albañilería y tenían parapetos en algunos lugares. La Calzada I es la calzada occidental, Calzada II es la calzada sur y Calzada III es la calzada oriental. 

Conjunto D es un refugio de fortaleza oculto ubicado por encima de la orilla del río. Conjunto B es un pequeño complejo situado a unos 3 km del núcleo del sitio. El Conjunto A  es más pequeño y tiene la mayoría de los monumentos esculpidos. Varios conjuntos de pequeños montículos de casas se encuentran fuera del centro del sitio. Están separados por una distancia de 50-100 m, y se extiende por varios kilómetros hacia el norte, sur y oeste.
Solo dos estructuras han sido restauradas: la plataforma del templo A-3 y la plataforma circular C-79. Ambos fueron restaurados durante las excavaciones llevadas a cabo por el Museo Peabody en los años 1960.
Ceibal cuenta con un sitio satélite situado en el norte, conocido como El Anonal. Este sitio tiene grandes estructuras que fueron construidas con arcilla y que datan del período Preclásico Medio.

### Arquitectura

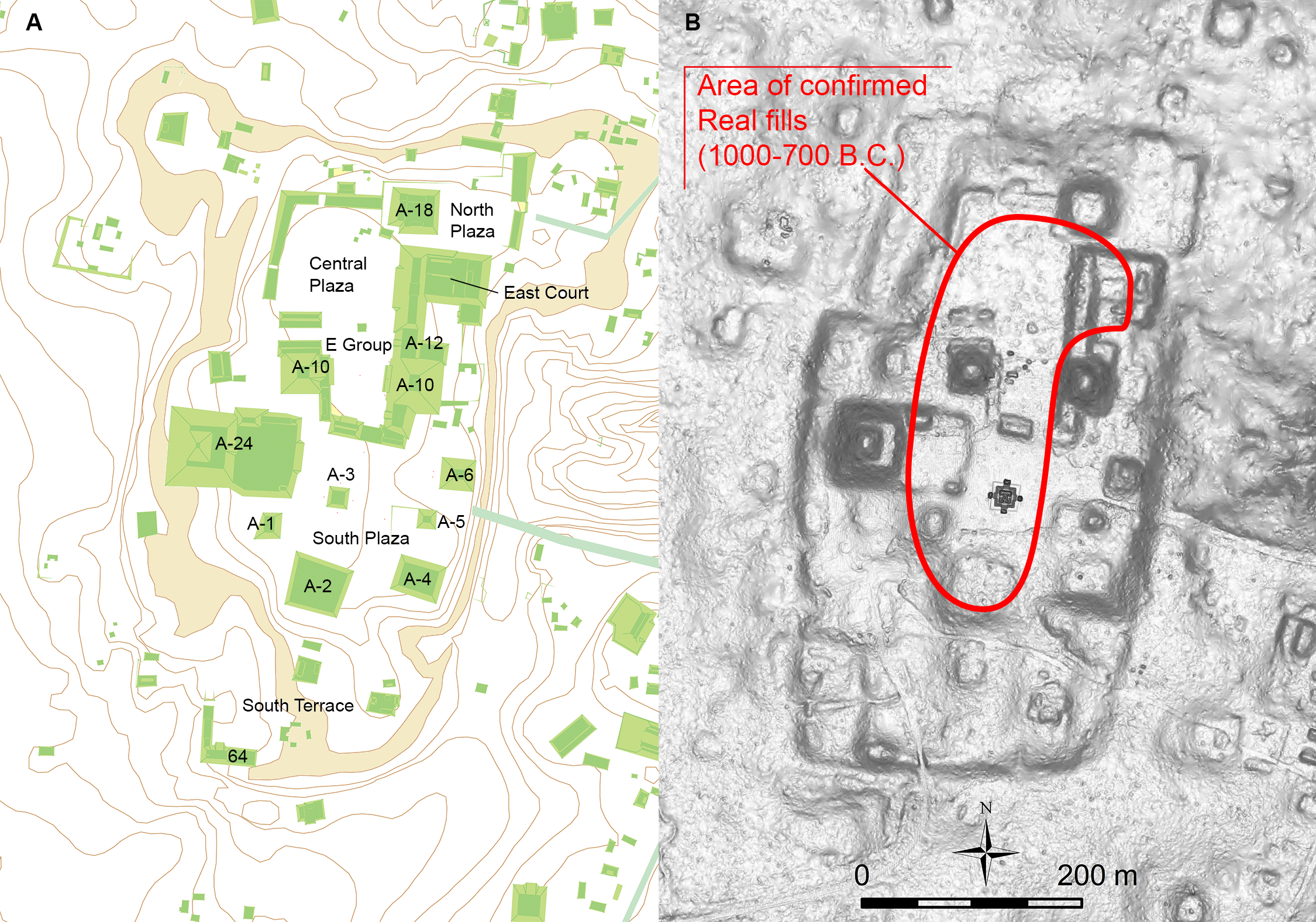
A)Plano y B)Imagen por LIDAR del Grupo A, el área curva en rojo muestra la zona de extenso relleno para dar forma a la meseta.

Conjunto A o Grupo A se encuentra en el centro del sitio. Las excavaciones y las imágenes LiDAR revelaron en 2019, que el Grupo A era una meseta artificial de forma aproximadamente rectangular, que medía 600 m de largo (norte-sur) y 340 m de ancho (este-oeste) y se elevaba de 6 a 15 m sobre la superficie del terreno circundante.
Cuenta con tres plazas –la del Norte, del Sur y la del Centro– y está situado en el extremo oeste de la Calzada I. El Conjunto A cuenta con más de medio centenar de montículos dispuestos en torno a las tres plazas. En la plaza central se encuentran los monumentos que datan de la época en que Ceibal era un vasallo de Dos Pilas (735 – 761).
El Patio Oriental del Conjunto A es parte de un complejo de la acrópolis situada detrás de la Estructura A-14. El complejo está situado en cima de una masiva plataforma que se levanta casi 7 metros por encima del nivel de suelo. Al patio se accedía por una escalera en el lado sur. Incluye las estructuras A-15 y A-16.

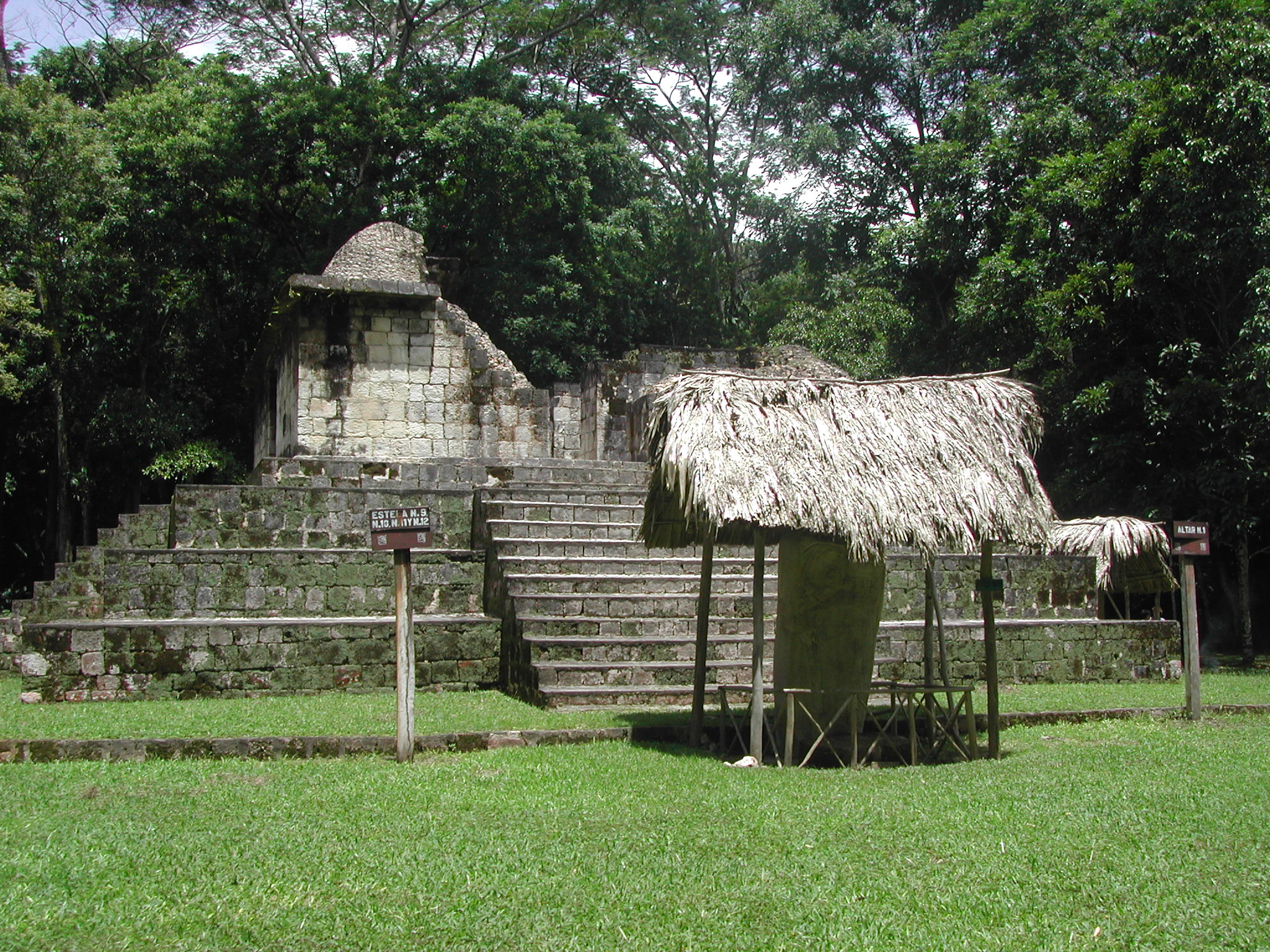
Estructura A-3.

Estructura A-3 es la plataforma de un templo situada en el centro de la plaza sur. Tiene una escalera que sube cada uno de sus cuatro lados. Cinco estelas están asociadas con esta estructura, una situada en la base de cada escalera y una quinta en el interior del edificio construido en cima de la plataforma. Tres grandes piedras de jade fueron enterrados debajo de la estela central. Esta estructura y sus estelas asociadas se dedicaron en el año 849 por el rey Wat'ul Chatel (también conocido como Aj B'olon Haab'tal).
Estructura A-3 tiene los restos de una bóveda maya, la única existente en el Ceibal. La disposición de la pirámide radial con su estelas asociado era muy innovador. El templo radial era una forma ya conocida desde el Preclásico Tardío en la región maya, pero en cima de ello Wat'ul Chatel construyó una capilla cuadrada con cuatro entradas, cada una dando acceso a una de las escaleras. El edificio del templo era compuesto de tres cámaras abovedadas con orientación norte-sur, con las puertas que interconectando las cámaras a lo largo de un eje este-oeste. La cornisa del templo llevó un friso de estuco de colores brillantes. El friso se derrumbó con el templo en los tiempos antiguos. Los arqueólogos lograron recuperar fragmentos del friso e intentaron de reconstruir la forma en que apareció originalmente. Originalmente, cada una de las cuatro entradas era rematada por una grande escultura del rey Wat'ul Chatel. Doce figuras más pequeñas estaban esparcidos por la cornisa, una en cada esquina con una figura adicional situada a medio camino entre cada esquina y la figura central del rey. Se desconoce a quiénes representaron las pequeñas figuras. Los espacios entre las figuras estaban ocupados por paneles con diseños de rayitas cruzadas y de vegetación y animales esculpidos. En el centro de cada uno de los dieciséis paneles había figuras representando a antiguas deidades sentadas, entre ellas Itzamná y Pawatun. La Estructura A-3 fue construida sobre la plataforma de una estructura anterior.
Estructura A-10 es un templo-pirámide de con una altura de 28 m, es la estructura más alta del sitio.
Estructura A-13 es una pirámide radial. Las excavaciones revelaron una fosa común (Entierro 4) con los restos de once personas, entre ellas dos mujeres y un niño. Esto no fue un entierro tradicional del Clásico maya y ha sido fechado al año 930, muy tarde en la ocupación del sitio.
Estructura A-14 está cubierta por el bosque que se extiende sobre la parte norte de la Plaza Central. Se trata de una estructura de rango que corre de norte a sur y que tenía una escalinata glífica detallando la derrota de Ceibal por parte de Dos Pilas, aunque las inscripciones ya han sido trasladadas al campamento del proyecto. La estructura contenía un entierro de élite femenina, conocido como Entierro 1.
Estructura A-15 está situada en el lado norte del Patio Este de la Plaza Norte. Se trata de una estructura baja y larga que corre de este a oeste, cerrando el patio en el lado norte. Mide 24 por 8 m y tiene una altura de 1,5 m. El edificio tenía una habitación larga con una entrada ancha hacia el sur, dando al patio. La habitación contaba con un banco de piedra, construida con bloques reutilizados. La estructura está superpuesta a dos subestructuras anteriores, la más antigua de las cuales tenía una orientación diferente a la construcción final. Las tres fases de construcción parecen datar del Clásico Terminal, y la última fase se remonta posiblemente a la época de la caída de la ciudad.
Estructura A-16 se encuentra en el lado noreste del Patio Este de la Plaza Norte. Es una estructura rectangular de 16 por 10 metros, corriendo de norte a sur y haciendo frente hacia el oeste. Los restos de la estructura, se elevan a 2,7 m de altura. El lado oeste del edificio había sido dañado por saqueadores antes de la investigación arqueológica. La trinchera de los saqueadores midió 5 por 0,8 m con una profundidad de 3,5 m, y cortó a través del piso de la estructura, el banco y la pared trasera, pero no reveló entierros u ofrendas. Los bloques de piedra caliza y losas caídos revelan que la estructura tenía una cámara con arco maya. Se recuperaron también fragmentos de estuco que formaron un friso colorido encima de la parte delantera del edificio y que incluía figuras humanas modeladas. El estuco aún tenía restos de pintura naranja, verde y amarillo. El edificio era una estructura de tipo palacio, posiblemente con seis salas, tres en el lado oeste y tres en el este, y originalmente tenía un techo de piedra. El interior tenía un banco en forma de L. La estructura fue construida con bloques de piedra caliza finamente cortadas y las paredes fueron recubiertas con estuco pintado de color naranja y turquesa. Se cree que el edificio formaba parte de un palacio real del Clásico Terminal con características arquitectónicas semejantes a las de la estructura del templo A-3.

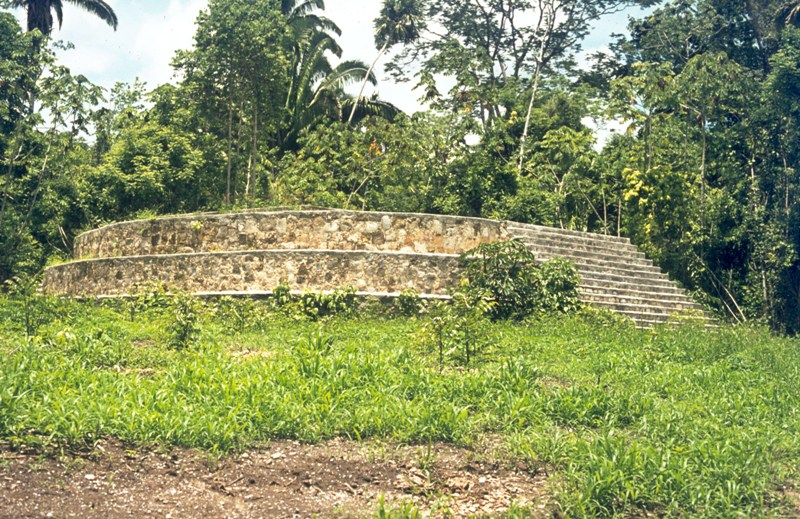
La inusual estructura circular C-79.

Estructura A-19 y Estructura C-9 son campos de juego de pelota. Tienen una semejanza con los juegos de pelota de Chichén Itzá. Ambos campos de juego de pelota tienen una orientación de este a oeste, una característica inusual en el área maya, aunque las restricciones impuestas por la topografía del sitio limitaron el trazado de la ciudad a una orientación principalmente este-oeste. El campo de juego A-19 se encuentra en el lado occidental de la Plaza Norte.
Conjunto C está situado en la Calzada II, que lo cruza para terminar en la estructura circular C-79. Conjunto C tiene más de cuarenta montículos.
Conjunto D es un conjunto compacto en el extremo este de la Calzada III, construida en una posición fácilmente defendible en el borde de los acantilados que dominan el río la Pasión. Cuenta con más de setenta estructuras amontonadas en torno a cinco plazas. Conjunto D solo tiene una estela, siendo un monumento erigido en frente de una pirámide de 20 m de alto.
Estructura C-79 es una plataforma circular de tres niveles; la parte superior fue construida durante el Clásico Terminal en cima de una estructura preexistente que data del período Preclásico Tardío. Estructuras circulares de este tipo tienen su origen en el centro de México, donde por lo general son templos de Ehécatl, la deidad del viento. Sin embargo, la estructura en Ceibal fue coronada por una plataforma rectangular, mientras que los edificios del templo de Ehécatl también eran circulares. Estructura C-79 tiene dos escaleras, la más grande asciende del lado oeste, la más pequeña del lado este. Un altar de jaguar circular descansa sobre tres pedestales en frente de la estructura, dos de ellos eran figuras en cuclillas que originalmente sostenían el altar; la tercera columna central es moderna y fue añadido como apoyo adicional durante la restauración de las ruinas. El altar tiene una representación cruda de una cabeza de jaguar tallada en su borde. Estructura C-79 y el altar asociado datan de alrededor del año 870.

### Monumentos

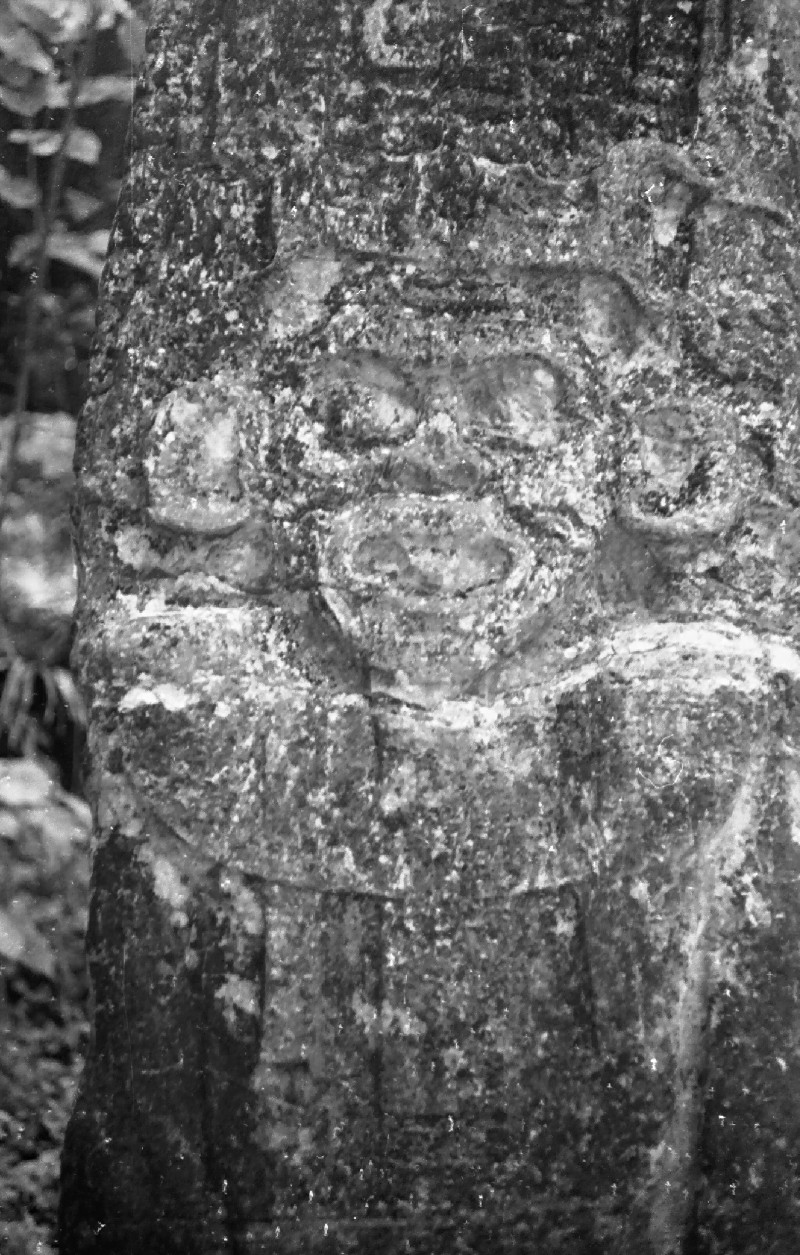
Estela 2 en Ceibal.

Los monumentos de Ceibal incluyen una serie de estelas, ejes de piedra tallada, a menudo esculpidos con figuras y glifos. Fueron producidos a partir de piedra caliza dura, lo que explica su, por lo general, excelente estado de conservación. Durante las excavaciones de la década de 1960, se identificaron 57 estelas, de las cuales 22 eran esculpidas y 35 lisas.
Escalinata glífica 1 estaba situada en la parte delantera de Estructura A-14. La escalinata fue instalada por el rey Ucha'an K'in B'alam de Dos Pilas para registrar la nueva posición política de Ceibal como ciudad-estado vasallo tras su derrota por Dos Pilas. Las piedras no se encuentran en su lugar original, ya que fueron trasladadas a la zona del campamento del proyecto arqueológico.
Estela 1, en el lado norte de la Plaza Sur, cerca de Estructura A-3, menciona a alguien llamado "Cuchillo-Ala", que también es conocido en la ciudad distante de Chichén Itzá. Data de 869 d. C.
Estela 2 data probablemente de alrededor de 870, aunque no tiene texto glífico. Muestra la vista frontal de una figura enmascarada y es el único monumento de Ceibal llevando un retrato frontal. Estaba partida en seis o siete fragmentos y ha sido restaurada.
Estela 3 tiene una fecha de calendario que no es maya, uno de los glifos es cipactli, una cabeza de cocodrilo utilizada para representar el primer día del calendario de 260 días en el centro de México. Originalmente esta estela se encontraba junto a la Estela 2, pero fue trasladada a un museo en la Ciudad de Guatemala.
Estela 4 está muy dañada, tras haber sido quebrado por la caída de un árbol. Se perdió durante sesenta años antes de ser redescubierta. En la actualidad permanece enterrada bajo una capa delgada de tierra.
Estela 5 data de alrededor del año 780 y se encuentra al norte de la Plaza Sur. Está muy dañada y la sección partida del medio es todo lo que queda; lleva la representación de un pelotero.
Estela 6 tiene texto glífico y se encuentra ligeramente más al norte de Estela 5. Esta estela fue dañada en la antigüedad cuando la parte superior fue partida y erigida junto a un altar cercano.
Estela 7 se sitúa al norte de las estelas 5 y 6 y se encuentra en un estado de conservación razonable. Lleva la imagen de un gobernante vestido como pelotero. Este monumento fue probablemente dedicado en el año 780, aunque describe la accesión al trono de un rey de Ceibal en el año 771.
Estela 8 es un monumento bien conservado, ubicado al lado sur de Estructura A-3. Representa al rey Wat'ul Chatel con garras de jaguar en sus manos y pies, junto con otros atributos de la deidad del Jaguar barbudo. En una de sus manos el rey sostiene la cabeza de la deidad K'awiil. El texto describe a un visitante llamado Hakawitzil, una forma temprana de Jacawitz, el nombre de una de las deidades patronales del reino posclásico de los k'iche' de Q'umarkaj en el altiplano de Guatemala. Schele y Mathews sugieren que el evento que se muestra en esta estela dio origen a las leyendas de fundación del pueblo k'iche'.
Estela 9 fue erigida en el lado oeste de la Estructura A-3. Está muy dañada y es incompleta. La estela representa al rey Wat'ul Chatel con los atributos de la deidad del maíz y lo describe invocando la serpiente de visión.
Estela 10 está en el lado norte de la Estructura A-3. Representa Wat'ul Chatel, vestido al estilo maya del Clásico Terminal, aunque su cara tiene un aspecto foráneo y tiene un bigote, el cual no es una característica típicamente maya. El texto de la estela muestra los glifos emblema de Tikal, Calakmul y Motul de San José y describe cómo recibió a visitantes de estas ciudades. Entre los visitantes se nombran Kan-Pet de Calakmul y Kan-Ek' de Motul de San José. Wat'ul Chatel lleva un tocado asociado con las deidades  patronales de Ceibal, la deidad de la garza y K'awiil, deidades que también eran patrones de Palenque. Esto parece ser un intento por parte de este rey extranjero, a identificarse más estrechamente con la ciudad que llegó a gobernar.
Estela 11 está en el lado este de la Estructura A-3 y describe la refundación de Ceibal el 14 de marzo de 830 y la instalación de su nuevo señor, Wat'ul Chatel, como vasallo de Chan Ek' Hopet de Ucanal. Un panel debajo del retrato del gobernante muestra a un cautivo atado. La inscripción glífica describe la llegada de Wat'ul Chatel con sus palanquínes y sus deidades protectoras.
Estela 13 se encuentra un poco al oeste de la Plaza Sur. Data del año 870.
Estela 14 data de alrededor del año 870 y se sitúa en el cruce de dos calzadas. Se encuentra en buen estado de conservación. Tiene similitudes estilísticas con las esculturas de la distante ciudad de Chichén Itzá en el extremo norte de la península de Yucatán. Una réplica de esta estela se encuentra en la tumba del escritor guatemalteco Miguel Ángel Asturias, ganador del Premio Nobel de Literatura en 1967.
Estela 18 es una de las últimas estelas que se erigió en Ceibal. Se encuentra a 20 m al oeste del grupo de monumentos que se componen de las Estelas 5, 6 y 7.
Estela 19 demuestra las influencias extranjeras que prevalecieron en Ceibal durante el Clásico Tardío. Muestra un señor con una máscara que representa la deidad del viento Ehecatl del centro de México.
Estela 20 se encuentra al oeste de la Plaza Sur. Data del 889 y fue uno de los últimos monumentos que se levantaron en Ceibal.
Estela 21 está ubicada dentro de la sala en la parte superior de la Estructura A-3. Esta estela sufrió graves daños cuando la cámara abovedada se derrumbó encima de ella y también fue afectada por la erosión. El monumento ha sido restaurado y tiene una representación del señor de Ceibal, Wat'ul Chatel, llevando un cetro maniquí. Al igual que la Estela 8, el rey lleva los atributos de la deidad del Jaguar barbudo, aunque no incluye las garras de jaguar. El rey sostiene un cetro K'awiil levantado en su mano derecha, y en su otra mano sostiene un escudo con la cara del dios del sol. La inscripción en el monumento es en gran parte ilegible.